# Pieter Cornelisz van Soest

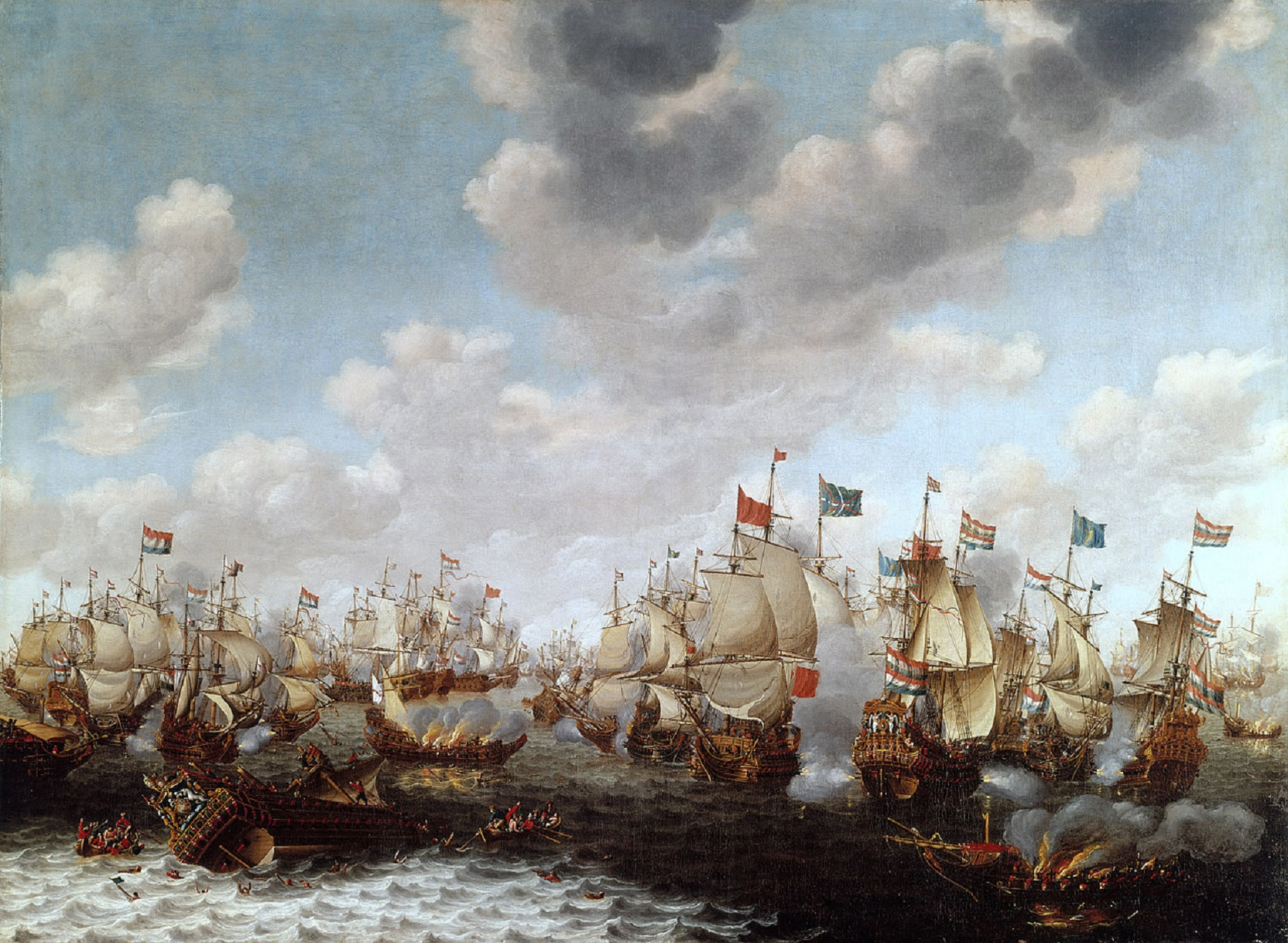
Viertageschlacht

Pieter Cornelisz van Soest (* etwa 1600–1620, Blütezeit 1640–67) war ein niederländischer Marinemaler, der insbesondere durch die Abbildungen zeitgenössischer Seeschlachten Bekanntheit erreichte.

## Leben
Über ihn ist sehr wenig bekannt. 1642 erhielt er das Bürgerrecht von Amsterdam. Er malte unter anderem die Seeschlacht bei den Downs (1639) und verschiedene Schlachten des Englisch-Niederländischen Krieges (1665–67), so etwa den Überfall im Medway. Außerdem porträtierte er die Schiffe Comet Star und Eendracht.
Die Schlachten malte er meist im Panorama.